# Clásico Virgen de la Consolación de Táriba
Le Clásico Virgen de la Consolación de Táriba est une course cycliste par étapes disputée dans l'État de Táchira, au Venezuela. Créée en 1967, la course commémore le culte à la vierge de la Consolation à Táriba. 
Elle fait partie du calendrier national de la Fédération vénézuélienne de cyclisme (en).

## Palmarès
| Année     | Vainqueur             | Deuxième              | Troisième            |
| --------- | --------------------- | --------------------- | -------------------- |
| 1967      | Vicente Laguna (es)   | Domingo Guerrero (es) | Reinaldo Vásquez     |
| 1968      | Domingo Guerrero (es) |                       |                      |
| 1969      | Fernando Fontes (es)  | Nicolás Reidtler (es) | Santos Bermúdez (es) |
| 1970      | Fernando Fontes (es)  |                       |                      |
| 1971      | Nicolás Reidtler (es) |                       |                      |
| 1972      | Santos Bermúdez (es)  |                       |                      |
| 1973      | Víctor Rubiano (es)   |                       |                      |
| 1974      | Santos Bermúdez (es)  |                       |                      |
| 1975-1980 | non disputé           | non disputé           | non disputé          |
| 1981      | Carlos Alba           |                       |                      |
| 1982      | Carlos Alba           |                       |                      |
| 1983      | Juan Bautista Moreno  |                       |                      |
| 1984      | Carlos Alba           |                       |                      |
| 1985      | José Lindarte (es)    |                       |                      |
| 1986      | José Lindarte (es)    |                       |                      |
| 1987      | José Lindarte (es)    |                       |                      |
| 1988      | Giovanni Pabón        |                       |                      |
| 1989      | Giovanni Pabón        |                       |                      |
| 1990      | Sergio González       |                       |                      |
| 1991      | Carlos Maya           |                       |                      |
| 1992      | Azael Medina          |                       |                      |
| 1993      | Omar Pumar (es)       |                       |                      |
| 1994      | Nelson Gelvez         |                       |                      |
| 1995      | Rafael Brand          |                       |                      |
| 1996      | Alexis Méndez (es)    |                       |                      |
| 1997      | Álvaro Lozano (es)    |                       |                      |
| 1998      | Álvaro Lozano (es)    |                       |                      |
| 1999      | Jaime Pinzón          |                       |                      |
| 2000      | Noel Vásquez          |                       |                      |
| 2001      | César Salazar         |                       |                      |
| 2002      | Raúl Saavedra (en)    |                       |                      |
| 2003      | Noel Vásquez          |                       |                      |
| 2004      | Víctor Niño           |                       |                      |
| 2005      | Hernán Buenahora      | César Salazar         | Wilmer Vásquez       |
| 2006      | John Nava             |                       |                      |
| 2007      | Freddy Vargas         | José Serpa            | Paul Torres          |
| 2008      | Noel Vásquez          | Carlos Maya           | Yeison Delgado       |
| 2009      | Manuel Medina         | José Alarcón          | Carlos Maya          |
| 2010      | Jonathan Camargo      | Tomás Gil             | Ronald González      |
| 2011      | non disputé           | non disputé           | non disputé          |
| 2012      | Ronald González       | Manuel Medina         | Eduin Becerra        |
| 2013      | Freddy Vargas         | Juan Murillo          | Yosvangs Rojas       |
| 2014      | Yonathan Salinas      | Maky Román            | Ronald González      |
| 2015      | non disputé           | non disputé           | non disputé          |
| 2016      | Jimmy Briceño         | Manuel Medina         | Nelson Camargo       |
| 2017-2021 | non disputé           | non disputé           | non disputé          |
| 2022      | Yurgen Ramírez        | Arlex Méndez          | Enmanuel Viloria     |
| 2023      | Yonathan Eugenio      | Anderson Paredes      | Franklin Chacón      |